# Crim Rocks
De Crim Rocks of Crim Ledges (Cornisch: An Creeban) zijn enkele rotseilandjes die deel uitmaken van de Scilly-eilanden, een eilandengroep ca. 45 km uit de kust van Cornwall, Verenigd Koninkrijk.
De Crim Rocks liggen bijna 11 km ten westen van de zuidpunt van St. Mary's, het hoofdeiland van de Scilly-eilanden, waarvan ze tot de meest westelijk gelegen delen behoren. De Crim Rocks vormen samen met de in de buurt liggende Zantman's Rock een geducht obstakel voor de scheepvaart, omdat ze amper boven de waterlijn uitsteken.
Op de avond van 22 oktober 1707 strandde HMS Eagle, een schip uit de Engelse vloot onder commando van Sir Cloudesley Shovel, op een van de Crim Rocks, waarbij alle 500 opvarenden omkwamen. Drie andere schepen van Shovels vloot vergingen die nacht elders op de Scilly-eilanden. Deze gebeurtenissen kostten in totaal 1.600 mensen het leven en waren de aanleiding tot de bouw van een vuurtoren op Bishop Rock, ongeveer 3 km zuidelijker.